# Bóng chuyền bãi biển tại Đại hội Thể thao Đông Nam Á 2007

Giải bóng chuyền bãi biển tại Đại hội Thể thao Đông Nam Á 2007 diễn ra từ ngày 7 đến ngày 15 tháng 12 năm 2007.

## Xếp hạng theo quốc gia
| Hạng | Đoàn      | Vàng | Bạc | Đồng | Tổng |
| ---- | --------- | ---- | --- | ---- | ---- |
| 1    | Thái Lan  | 1    | 2   | 0    | 3    |
| 2    | Indonesia | 1    | 0   | 0    | 1    |
| 3    | Malaysia  | 0    | 0   | 1    | 1    |
| 3    | Campuchia | 0    | 0   | 1    | 1    |
| Tổng | Tổng      | 2    | 2   | 2    | 6    |

## Bảng huy chương
| Nội dung | Vàng                                      | Bạc                                            | Đồng                                 |          |
| -------- | ----------------------------------------- | ---------------------------------------------- | ------------------------------------ | -------- |
| Nam      | Indonesia Ardiyansah Andy Darkuncoro Koko | Thái Lan Sawangrueang Sataporn Yungtin Borworn | Campuchia Kong Sopheap Som Chamnap   | chi tiết |
| Nữ       | Thái Lan Kamoltip Kulna Phokongploy Yupa  | Thái Lan Jarunee Sannok Usa Tenpaksee          | Malaysia Beh Shun Thing Luk Teck Hua | chi tiết |